# Шомберг (Илиноис)
Шомберг (енгл. Schaumburg) град је у америчкој савезној држави Илиноис.

## Демографија
По попису из 2010. године број становника је 74.227, што је 1.159 (-1,5%) становника мање него 2000. године.
| Група             | 2000.          | 2010.          |
| Белци             | 56.953 (75,5%) | 48.385 (65,2%) |
| Афроамериканци    | 2.526 (3,4%)   | 3.123 (4,2%)   |
| Азијати           | 10.697 (14,2%) | 14.731 (19,8%) |
| Хиспаноамериканци | 3.988 (5,3%)   | 6.554 (8,8%)   |
| Укупно            | 75.386         | 74.227         |